# Filisc d'Atenes
Filisc d'Atenes (en llatí Philiscus, en grec antic Φιλίσκος) fou un poeta còmic atenenc de la comèdia mitjana, del que no se'n sap gairebé res de la seva vida. Va florir cap a l'any 400 aC o poc més tard, ja que Parrasi el va pintar en un quadre que menciona Plini el Vell.
Suides també en parla, i dona els títols d'algunes de les seves comèdies:
- Αδωνις (Adonis)
- Διὸς γοναί (Zeus pare)
- Θημιστοκλη̂ς (Temístocles)
- Ολυμπος (Olimp)
- Πανὸς γοναί ("Panós gonai")
- Ερμου̂ καὶ Αφροδίτης γοναί (El naixement d'Hermes i Afrodita)
- Αρτέμιδος καὶ Απόλλωνος ("Artémidos kai Apóllonos")

Pels títols es pot veure que els seus temes eren principalment mitològics. Estobeu en va preservar algun fragments.